# Bajos de Haina

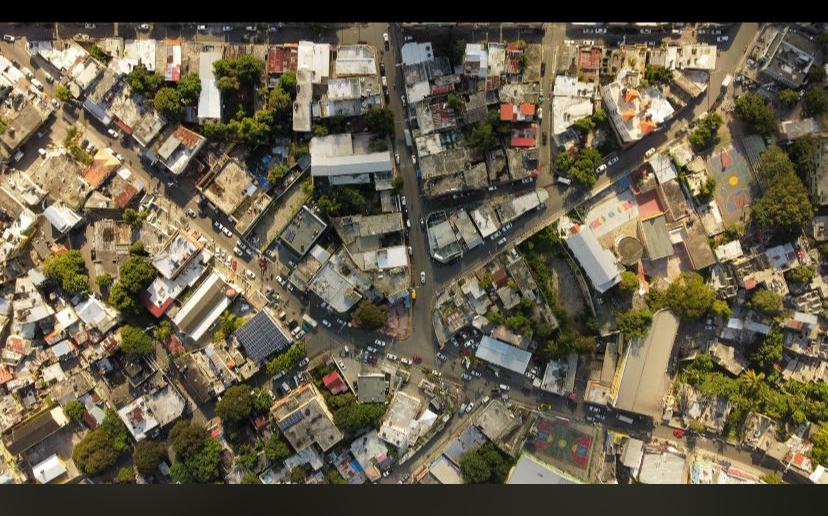
El cruce de Haina

Bajos de Haina es un municipio de la República Dominicana, que está situado en la provincia de San Cristóbal.

## Límites
Municipios limítrofes:
|                                              | Norte: Santo Domingo Oeste              |                                        |
| Oeste: San Cristóbal y San Gregorio de Nigua | Rosa de los vientos                     | Este: Santo Domingo Oeste y Mar Caribe |
|                                              | Sur: San Gregorio de Nigua y Mar Caribe |                                        |

## Distritos municipales
Está formado por los distritos municipales de:
| Nombre         | Código   |
| -------------- | -------- |
| Bajos de Haina | 05210301 |
| El Carril      | 05210302 |

## Historia
Entre los años 1960 y 1970 Bajos de Haina tenía la categoría de distrito municipal perteneciente a la provincia de San Cristóbal.
Bajos de Haina fue elevada a la categoría de municipio en 1981 junto a Yaguate y Cambita Garabitos que anteriormente era sección del municipio de San Cristóbal se convirtió en Distrito Municipal.

## Demografía
En el año 2002 tenía una población de 80,835 personas y 2.100,2 habitantes por km².

## Economía
En el municipio se produce más del 50% de la electricidad del país y también está la única refinería del país.
Desde los cerros de Paraíso de Dios las chimeneas delatan un complejo industrial que se levanta imponente en las proximidades del mar Caribe dominicano. Una empresa tras otra, como en hileras, hasta sobrepasar el centenar.

### El Chernobil de la República Dominicana
Según estudios, la constelación de empresas, que fueron instaladas sin observar reglas ambientales, era la responsable de que el municipio estuviese catalogado como una de las diez localidades más contaminadas del mundo, según el Instituto Blacksmith, con sede en Nueva York. A partir del año 2010, el municipio de Bajos de Haina ya no figura en esta lista. También se demostró que tal contaminación se debía a las altas concentraciones de plomo en el barrio Paraíso de Dios.
Bajos de Haina alberga a más de 100 industrias de manufacturas, químicos, productos farmacéuticos, artículos metalúrgicos, además de otras generadoras de electricidad, así como la Refinería Dominicana de Petróleo.
Aquí también se encuentra el puerto más importante del país, que en 2002 registró operaciones de mercancías de 10,4 millones de toneladas, alrededor de 65 por ciento del movimiento total de República Dominicana.
El inicio de esta constelación de usinas se remonta a los años 70, cuando el gobierno empujó una ley de promoción industrial que favorecía el desarrollo del sector y, con esa pujanza, también llegó la contaminación hoy inmanejable.
En 2004 el conjunto de fábricas emitía al aire anualmente 9,8 toneladas de formaldehído (o metanal), 1,2 toneladas de plomo, 416 toneladas de amonio y 18,5 toneladas de ácido sulfúrico, según el Inventario de Emisiones Contaminantes Peligrosas, levantado en la zona industrial por el ministerio Medio Ambiente en dicho año.
Entre los contaminantes que se arrojaban al suelo, el estudio cita en orden de peligrosidad: plomo con 74,2 toneladas, cobre con 91,3 toneladas, y ácido sulfúrico con 412 toneladas.
Mientras, anualmente se vertían al agua 33,9 toneladas de ácido sulfúrico, 29,6 toneladas de ácido fosfórico, 4,5 toneladas de cloro y 10,2 toneladas de amonio.
La contaminación en Bajos de Haina data de varios años, "y aquí no se está haciendo nada para corregirla", aseguró Víctor Manuel Báez, de la Fundación Acción Comunitaria. "Se piensa que aquí la contaminación es sólo por el plomo, pero no es así", sostiene.
Un estudio realizado en 2005 por la Academia de Ciencias de la República Dominicana indica que en Bajos de Haina, el 93 por ciento de los enfermos lo son por asma, el 83 por ciento por bronquitis, el 69 por ciento por gripe, y el 68 por ciento por infecciones diarreicas agudas.
Según la Academia de Ciencias, Bajos de Haina produce alrededor de 85 toneladas diarias de basura, arrojada en un vertedero a cielo abierto.
El cabildo (gobierno municipal) se siente impotente para controlar solo el complejo abanico de la contaminación del municipio, por lo cual ha apelado a otros sectores públicos y privados para encararlo. 
La Ley General de Medio Ambiente y Recursos Naturales, aprobada en 2000, obliga a observar normas específicas cuando se instalan nuevas industrias. Por lo pronto, el daño está hecho y repararlo conllevará nadie sabe cuánto tiempo.